# Trekkie

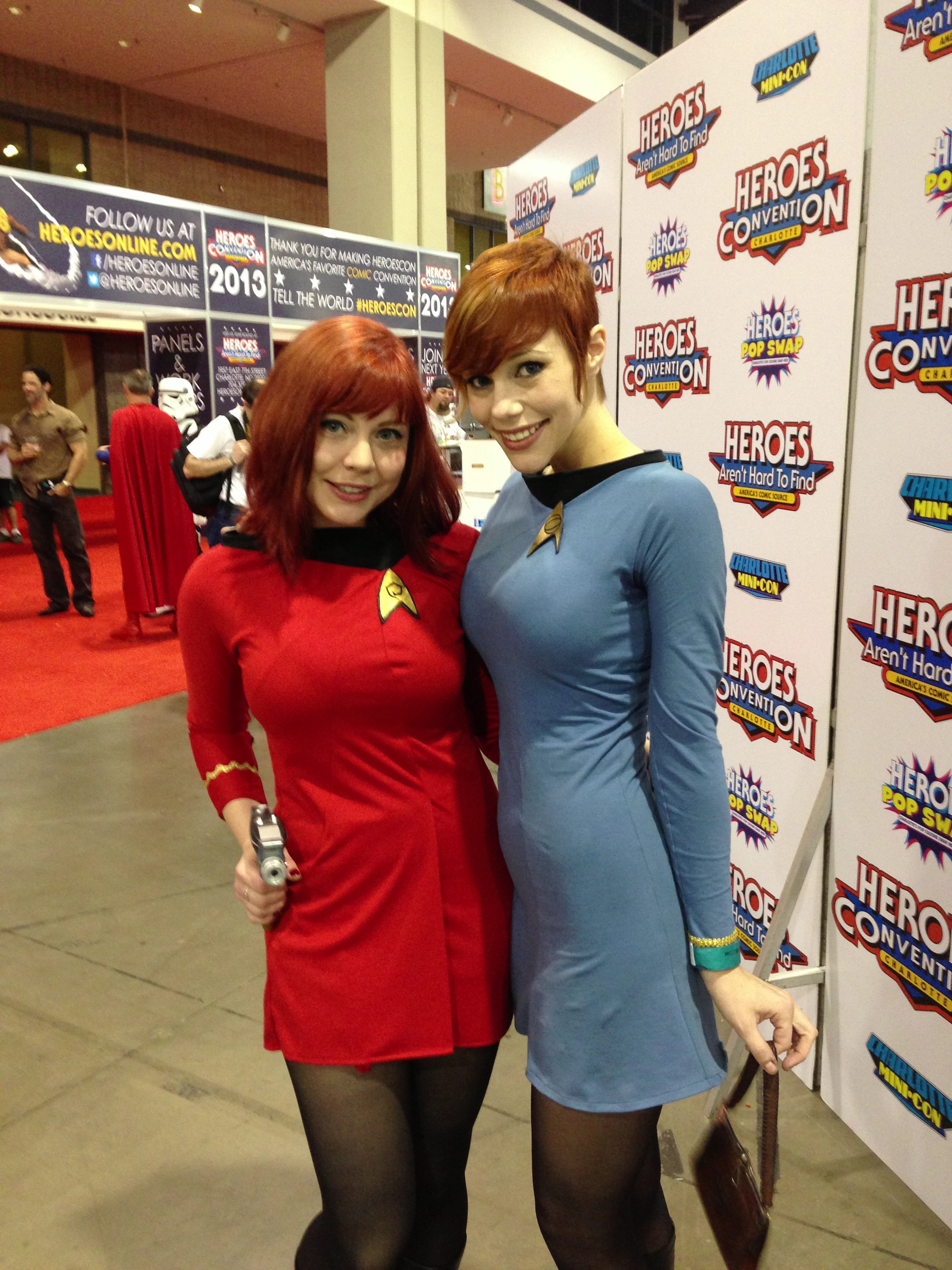
Trekkies, 2013

La paraula trekkie (també coneguda com a trekker) és el terme usat per a referir-se als fans de Star Trek. Està admesa l'Oxford English Dictionary, i va ser encunyada en els anys 60 pel mateix Gene Roddenberry, creador i productor de la sèrie.
Al llarg del temps, el concepte de trekkie fou associat especialment a un grup de fans molt característic, mentre que altres trekkies es consideraven diferents, aquest, per no veures confusos amb els anteriors, decidiren anomenar-se a si mateixos trekkers.
Avui en dia els dos termes signifiquen el mateix.

## Trekkies: La pel·lícula
El 1997, Denise Crosby (la tinent Tasha Yar de La nova generació) rodà un llargmetratge-documental sobre els fans de la sèrie als Estats Units anomenat Trekkies, on explora el fenomen cultural que és Star Trek als Estats Units, entrevistant als actors de les diferents sèries, a seguidors, fanàtics, assistint a conferències, etc.
Aquesta pel·lícula tingué tant d'èxit, que el 2004 va repetir amb Trekkies 2, aquesta vegada viatja pel món i acudint a convencions per diversos països.

## Llista de trekkies reconeguts

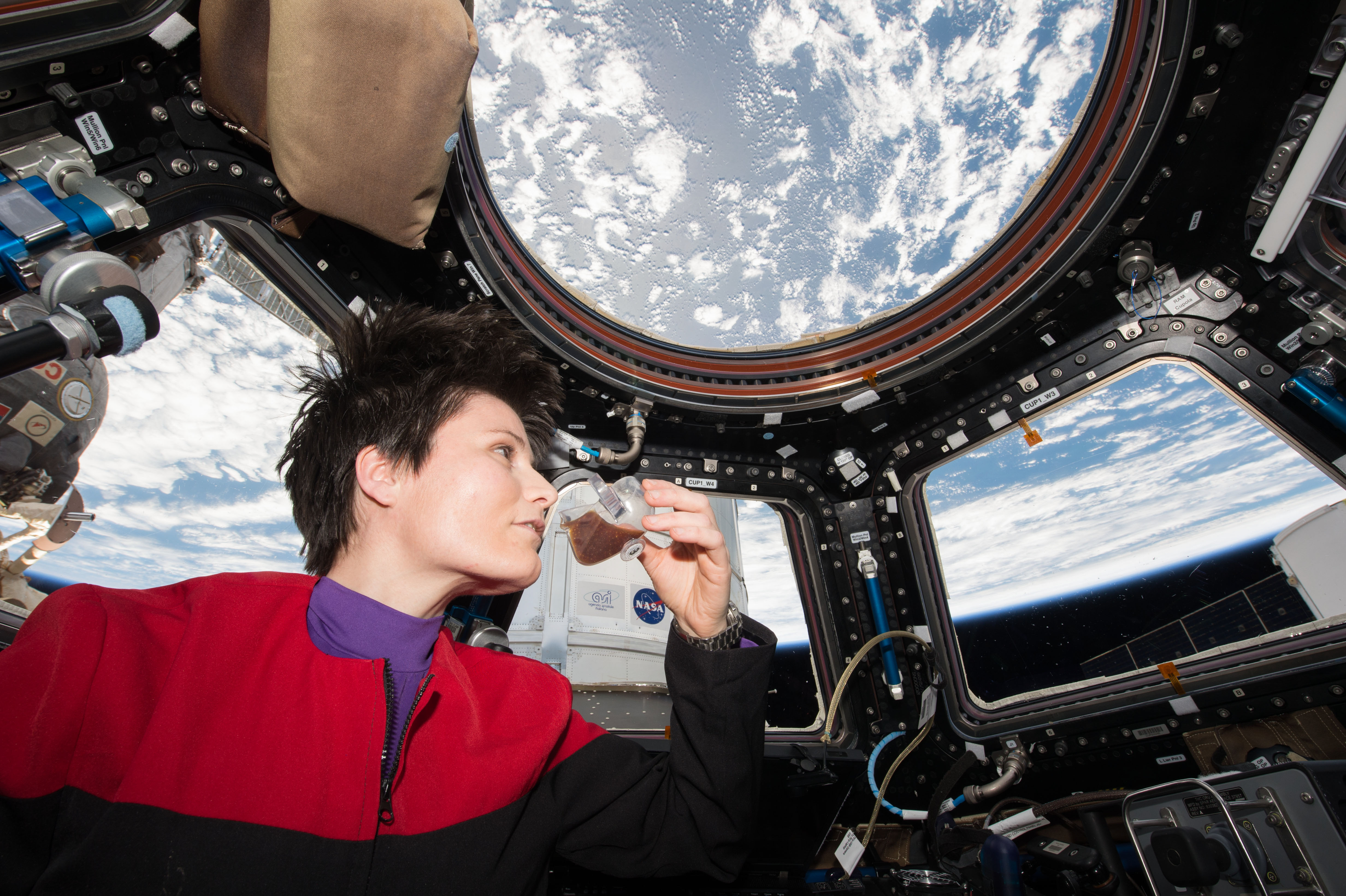
ISS-43 Samantha Cristoforetti bevent cafè a la cúpula mentre portava el seu uniforme de Star Trek

- Al Gore, va ser el quaranta-cinquè vicepresident dels Estats Units entre 1993 i 2001, activista mediambiental i divulgador del tema de l'escalfament global, El 2007 va ser guardonat amb el Premi Nobel de la Pau.
- Jason Alexander, actor. Alexander és fan Star Trek i també va aparèixer en un episodi de Star Trek: Voyager, a 5x20 Think Tank.
- Bill Gates, fundador de Microsoft. Va aparèixer en el documental anomenat Trek Nation (Nació Trek).
- Whoopi Goldberg, actriu i còmica, és una coneguda fan de la sèrie original, que sempre ha manifestat que el paper de Nichelle Nichols com Uhura li va servir d'inspiració per la seva carrera. Quan va començar Star Trek: La nova generació el 1987, Goldberg va pressionar als productors perquè li donessin un paper, per petit que fos, el personatge de Guinan es va crear exclusivament per a ella.
- Tom Hanks, actor. Segons Patrick Stewart, Hanks és un gran fan de la saga, fins a tal punt, que va fer tot el possible per interpretar Zefram Cochrane a Star Trek: First Contact, encara que al final no va poder ser.
- Stephen Hawking, físic teòric. Va fer un cameo interpretant-se a si mateix en l'episodi 6x26 Descens (I) en Star Trek: La nova generació. Una vegada, passejant pels decorats de Star Trek, va assenyalar al motor de curvatura i va dir: «Estic treballant en això».
- George Lucas, ha citat a Star Trek com una importantíssima influència en el que ha fet a Star Wars.
- Chris Jericho, practicant professional de lluita lliure.
- Eddie Murphy, còmic i actor. Ha dit que Star Trek, la sèrie original, és el seu programa favorit. Va estar a punt d'aparèixer a Star Trek 4: Missió salvar la Terra.
- Arnold Schwarzenegger, actor i governador de Califòrnia.
- Trey Parker i Matt Stone, creadors de South Park.
- J. Michael Straczynski, escriptor i productor, conegut sobretot per Babylon 5 entre d'altres.
- Ben Stiller, actor i còmic que ha confessat ser un gran fan de la sèrie original.
- Quentin Tarantino, director. La seva pel·lícula preferida és Star Trek 2: La còlera del Khan, i habitualment inclou referències a la sèrie original en les seves pel·lícules, com un proverbi klingon a Kill Bill.
- Samantha Cristoforetti, astronauta.

### Trekkies ficticis
- Hiro Nakamura, personatge de la sèrie Herois protagonitzat per Masi Oka.
- Jack O'Neill, protagonista de la sèrie Stargate SG-1 protagonitzat per Richard Dean Anderson.
- Jeff Albertson, el tiu de la botiga de còmics, de la sèrie Els Simpson.
- Philip J. Fry, protagonista de Futurama.
- Peter Griffin, protagonista de Family Guy.
- Greg Hojem Sanders, personatge de CSI: Las Vegas, interpretat per Eric Szmanda.
- Leonard Hofstadter, Sheldon Cooper, Rajesh Koothrappali i Howard Wolowitz, personatges de la sèrie The Big Bang Theory.